# Dabolim Airport
Dabolim Airport (IATA: GOI, ICAO: VOGO) är en flygplats i den indiska delstaten Goa. Den ligger fyra kilometer från staden Vasco da Gama och 30 kilometer från Goas huvudstad Panaji och är delstatens enda internationella flygplats.
Flygplatsen ligger som en enklav på indiska flottans flygbas INS Hansa. Flygbasen, som byggdes på initiativ av regeringen i Portugisiska Indien år 1955, övertogs av  flottan när Goa blev en del av Indien 1964.
Dabolim Airport är med mer än 8 miljoner passagerare (2020) en av Indiens största flygplatser. Den är hårt belastad och kommer att utökas år 2022. Samtidigt byggs en helt ny internationell flygplats i Mopa i North Goa med kapacitet för 30 miljoner passagerare.